# Aardbeving Istanbul 2025
De aardbeving Istanbul 2025 was een aardbeving in de Zee van Marmara op 23 april 2025, 21 kilometer ten zuidoosten van Marmara Ereğlisi in de provincie Tekirdağ.
De beving had een kracht van 6,2 op de schaal van Richter en duurde 13 seconden. Vervolgens werden nog eens ruim honderd naschokken geregistreerd, waarvan de sterkste met een kracht variërend tussen de 4 en 5.